# Ілюзія контролю (фільм)
«Ілюзія контролю» — трилер 2021 року спільного виробництва Великої Британії, України та Німеччини. Режисер та сценарист Владек Занковскі. Продюсер Ігор Раздорожний. Прем'єра в Україні відбулася 11 листопада 2021 року.
Головний герой Віктор чудово опанував маніпуляційними навичками, які він почав застосовувати ще з раннього віку. Він легко маніпулював людьми задля ведення підпільного бізнесу. Одного разу Віктор відмовляє давньому клієнтові, після чого стає жертвою черги таємничих і неконтрольованих подій.

## Сюжет
Ще з дитинства Віктор був переконаний, що все може передбачити та проконтролювати. Він мріяв заробляти великі гроші й почав, виправляючи оцінки в чужих щоденниках. У 90-і він заборгував велику суму мафії, тому втік з України до Португалії. Віктору вдалося легалізуватися, після довгих поневірянь він зрештою повернувся додому. Виявилося, батько погодився сплатити борг за сина і підірвав бандитів саморобною бомбою. Несподівано Віктор зустрічає свого товариша Фелікса, який розробив успішну підпільну схему торгівлі валютою. Обоє вирішують співпрацювати, Віктор допомагає розв'язувати складні фінансові питання.
Віктор нехтує своїм сином-студентом і вирушає на зустріч із Феліксом. Перед цим йому пропонують протестувати окуляри віртуальної реальності, але Віктор поспішає та не приділяє цьому значення. Давній клієнт, розробник окулярів, нав'язує свої умови і Віктор запевняє Фелікса, що їх не можна приймати. Після цього Віктор потрапляє в автомобільну аварію. При подальшому медичному обстеженні виявляється, що в нього пізня стадія раку. Потім з'ясовується, що в аварії також загинула вагітна жінка, але ніхто поки не знає про причетність до цього Віктора. За порадою коханки Іри, Віктор наважується звернутися до старця Самсона, який нібито володіє даром зцілення, а живе у глухому селі в Карпатах, куди можна дістатися тільки вертольотом.
Не дочекавшись уваги Самсона, Віктор покидає його будинок. У цей час пілот вертольота випадково підривається на старій міні. Віктор лишається і оглядає околиці. Випадково він впускає сумку та, шукаючи її, виявляє бункер, звідки за Віктором від самого народження велося спостереження. На одному з записів зафіксовано, що збита жінка насправді вижила. В бункері поширюється газ, який присипляє Віктора. Той отямлюється недалеко від хатини Самсона, проте навколо не виявляється жодної людини. Віктор викрадає велосипед і знаходить шлях з села, яким дістається до найближчого поселення та розповідає поліції, що сталося.
Поліціянт не вірить у розповідь Віктора та замикає до з'ясування його особи. Вибравшись з ув'язнення, Віктор повертається в бункер з тілоохоронцем Стасом, але вхід давно завалений. Житло Самсона виявляється безлюдним, Іри ніде немає.
Шукаючи інформацію про село, де жив Самсон, Віктор дізнається, що там розміщувався знімальний майданчик. Колись там знімали фільм про старця, що так і не вийшов у прокат, а потім шлях до села заблокував зсув ґрунту. Пошуки Самсона нічого не дають, про нього ніхто не знає. Віктор починає підозрювати, що вся його пригода була влаштована Ірою.
Подальші дослідження приводять до відкриття, що в Віктора немає раку. Хтось вдавав із себе лікаря, який поставив діагноз, і прописав психотропні препарати. Далі виявляється, що ніхто не знає про аварію, хоча її показували по телебаченню. Єдиним свідком є стара жінка, що впізнає авто, зафіксоване на відео. Віктор розшукує власника авто, це виявляється чоловік, якого найняли знятися в «приватному розіграші». Та коли він починає розказувати хто був замовником, його застрелює снайпер. Потім Віктора присипляють уколом і він отямлюється в готельному номері біля трупа Фелікса.
Віктору вдається втекти непоміченим і зв'язатися зі Стасом. Він відвідує свій сховок, де тримає все, потрібне для втечі за кордон. За фальшивими документами Віктор покидає Україну та каже телефоном зробити те саме синові. В той час хтось схоплює і допитує Стаса. Коли Віктор спиняється в кафе, стається вибух. Серед уламків його знаходить батько. За мить Віктор усвідомлює, що все це було демонстраційною симуляцією, яку він дивився в окулярах. Пристрій створив переконливу ілюзію на основі спогадів Віктора, що тривала лічені миті.
Через рік Віктор бачить репортаж про те, як розробники окулярів загинули в авіакатастрофі. Права на винахід переходять інвесторам, тобто, Віктору з Феліксом.

## Створення
Виходу «Ілюзії контролю» передував короткометражний фільм «Ілюзія контролю: Початок», що вийшов 2017 року.
Фільм створено спільними зусиллями кінематографістів з України, Великобританії та Німеччини. Сценарій був готовий ще у 2017 році, спершу передбачалося залучення до фільмування іноземних акторів. Зрештою весь акторський склад було обрано українським. Фільмування відбувалося здебільшого в Одесі, а також у Львові, Києві, Берліні та в Карпатах.

## Знімались
| Актор                           | Роль                   |
| ------------------------------- | ---------------------- |
| Фендюра Олег                    | Віктор                 |
| Коновалова Тетяна В'ячеславівна | Ірина                  |
| Бассель Валерій Михайлович      | Самсон                 |
| Дмитро Бон                      | Фелікс                 |
| Микита Шумський                 | Микита, молодий Віктор |
| Альперсон Сергій                | лікар Швець            |

## Сприйняття
На IMDb середня оцінка фільму складає 6,6/10.
Видання «Варіанти» вказало, що ідея «Ілюзії контролю» про «кінотеатр у голові» відсилає одразу до багатьох творів, від «Екзистенції» до «Чорного дзеркала». Підказки до того, що оповідач сюжету ненадійний, розкидані по фільму, особливо стилізація спогадів під кіноплівку. Попри цікаву концепцію, фільм переобтяжений «цитатами» з інших фільмів. Крім того, зауважувалося, що хоча в «Ілюзії контролю» українські актори та українські локації, всі написи чомусь російською. Тому «трилер Владека Занковскі найкраще вважати кіноманською комедією, щоб потім не озиратися на розмови про вторинність».